# Risveglio (movimento evangelico)
Nella storia del cristianesimo, con il termine risveglio, talvolta seguito dall'aggettivo evangelico (réveil in francese, revival in inglese - da cui i neologismi revivalismo e revivalistico - Erweckung in tedesco) si indicano diversi movimenti di rinnovamento o di rinascita spirituale che nei secoli XVIII e XIX percorsero il mondo protestante.

## Caratteristiche
Questi movimenti si ponevano in rapporto critico con le chiese stabilite, le grandi "chiese storiche", considerate "dormienti", spesso accusate di arido intellettualismo, dogmatismo, moralismo, ritualismo, indifferentismo, o peggio, di palese apostasia, disertate dai più e prive di entusiasmo. Nuovi energici predicatori, evangelisti e "profeti", riprendendo i grandi temi della Bibbia come la conversione, l'essere "born again" ("rinati") o "i doni dello Spirito Santo", scuotevano le coscienze addormentate e portavano in queste chiese una ventata d'aria fresca, sollecitando efficacemente (spesso grandi numeri di persone) al ravvedimento, alla fede e all'impegno.
Essi agivano sia nel contesto tradizionale del culto domenicale, in riunioni di preghiera e di studio biblico, sia in sale pubbliche, in tende o all'aperto, da cui sorse l'espressione "riunioni di risveglio". In un ambiente culturale, sociale e religioso povero e degradato, pure il canto di inni cristiani e la preghiera spontanea diventavano strumenti di crescita umana e spirituale. Quest'opera di "risveglio" era ed è attribuita allo Spirito Santo, «che soffia dove vuole».

## Suddivisione
Dalla Riforma del XVI secolo, alcuni autori descrivono sei ondate di "risvegli" nel cristianesimo protestante (1727, 1792, 1830, 1857, 1882 e 1904). Si classificano come "risvegli" anche quelli più recenti di Azusa Street (1906), Balokole (1930) e quelli del Jesus movement diffusi nelle Americhe, sia fra i protestanti sia tra i cattolici negli anni settanta.
Gli storici suddividono pure i risvegli e i movimenti a essi collegati, dal secolo in cui sono avvenuti: 
1. XVII secolo: pietismo e quaccheri
2. XVIII secolo: metodismo e "Grande Risveglio"
3. XIX secolo: battismo, Chiesa dei fratelli, Movimento di Santità, neo-pietismo
4. XX secolo: evangelicalismo, pentecostalismo e movimento carismatico

Il risveglio wesleyano, chiamato "Grande Risveglio", ha stabilito l'influenza che il revivalismo e le nuove chiese metodiste hanno avuto sulle chiese congregazionaliste, presbiteriane, battiste nel Nord America. Quando però questo grande "risveglio della religione" ha cominciato ad affievolirsi, si è sviluppata una nuova era di secolarizzazione che ha travolto i successi che avevano riscosso le chiese evangeliche. I risvegli, inoltre, hanno reso popolare l'idea che le chiese evangeliche siano deboli e divise, soprattutto per la loro irragionevole fedeltà a credi e dottrine tale da rendere la salvezza e l'unità fra le chiese apparentemente irraggiungibile.

## Risveglio nel Novecento in Italia
Il XIX secolo, soprattutto la seconda metà, vide nuovi protagonisti della Riforma protestante in Italia, con i tentativi di creare una Chiesa Evangelica italiana. Dopo la guerra napoleonica, Felice Neff ha predicato il risveglio fra riformati italiani nell'Alpi e fra i valdesi.
Camillo Mapei con la fondazione della rivista Eco di Savonarola a Londra, diede inizio al progetto di riunire gli esuli protestanti italiani a Londra per la formazione di una Chiesa protestante interamente italiana. Aderiscono personaggi come Alessandro Gavazzi, Luigi Desanctis, Gabriele Rossetti e altri che contribuirono a formare la Chiesa Libera Evangelica Italiana nel 1852 a Genova. Così si sono formate la Chiesa dei Fratelli e la Chiesa Evangelica Libera.